# Италианско завземане на Британска Сомалия
Италианското завземане на Британска Сомалия от 3 до 19 август 1940 година е военна операция в Британска Сомалия през Източноафриканската кампания на Втората световна война.
Войски на Италия навлизат в страната от Етиопия и настъпват към Бербера, защитавана от значително по-малочислен британски контингент. Въпреки италианското числено превъзходство, британците оказват известна съпротива, но са принудени да се оттеглят. Британска Сомалия е анексирана в Италианска Източна Африка и остава под италиански контрол до началото на следващата година.